# Rhadinobracon traegardhi
Rhadinobracon traegardhi är en stekelart som först beskrevs av Szepligeti 1904.  Rhadinobracon traegardhi ingår i släktet Rhadinobracon och familjen bracksteklar. Inga underarter finns listade i Catalogue of Life.